# Japanagromyza viridula
Japanagromyza viridula är en tvåvingeart som först beskrevs av Daniel William Coquillett 1902.  Japanagromyza viridula ingår i släktet Japanagromyza och familjen minerarflugor. Inga underarter finns listade i Catalogue of Life.